# Catantopsilus elongatus
Catantopsilus elongatus är en insektsart som beskrevs av Willy Adolf Theodor Ramme 1929. Catantopsilus elongatus ingår i släktet Catantopsilus och familjen gräshoppor. Inga underarter finns listade i Catalogue of Life.